# 班斯卡-比斯特里察马杰伊·贝尔大学
班斯卡-比斯特里察马杰伊·贝尔大学，缩写为Matej Bel或UMB，是一所位于斯洛伐克中部城市班斯卡-比斯特里察的公立大学，成立于1992年。校名为纪念十八世纪匈牙利-斯洛伐克路德教学者马杰伊·贝尔（拉丁文：Matthias Bel）。该大学提供人文、社会科学和自然科学的本科和研究生教学，在学术上主要以国际关系和金融著称。